# Julen är här (musikalbum)
Julen är här är ett julalbum av den svenske sångaren Tommy Körberg, utgivet 1989. Det nådde som högst 15:e plats på den svenska albumlistan. Albumet blev Platina och säljer fortfarande. Låten "Julen är här" skrevs av Billy Butt med text av Sölve Rydell.

## Låtlista

### Sida A
1. Julen är här - (duett med Sissel Kyrkjebø)
2. Gläns över sjö och strand
3. Klang, min vackra bjällra
4. Ser du stjärnan i det blå (When You Wish upon a Star)
5. Minns du hans ögon
6. Julpolska (Julen den glada går åter omkring på Jorden) med Orsa spelmän

### Sida B
1. O helga natt (Cantique de Noël) (Minuit, Chrétiens)
2. Himlens hemlighet (Mary's Boy Child)
3. Sång till Karl-Bertil Jonsson, 14 år
4. Jul, jul, strålande jul
5. Låt julen förkunna (Happy Xmas (War Is Over) - med Sissel Kyrkjebø.
6. Frälsarbarn

## Medverkande
- Tommy Körberg - sång
- Sissel Kyrkjebø - sång

## Arrangör
- Arrangör: Anders Eljas

## Listplaceringar
| Lista (1989-1990) | Topplacering |
| ----------------- | ------------ |
| Sverige           | 15           |